# 23238 Ocasio-Cortez
23238 Ocasio-Cortez là một tiểu hành tinh vành đai chính với chu kỳ quỹ đạo là 1409.7904464 ngày (3.86 năm).
Tiểu hành tinh được phát hiện bởi Nhóm nghiên cứu tiểu hành tinh gần Trái Đất phòng thí nghiệm Lincoln ngày 20 tháng 11 năm 2000 và đặt tên theo Alexandria Ocasio-Cortez.	